# Śniegowiec wirginijski

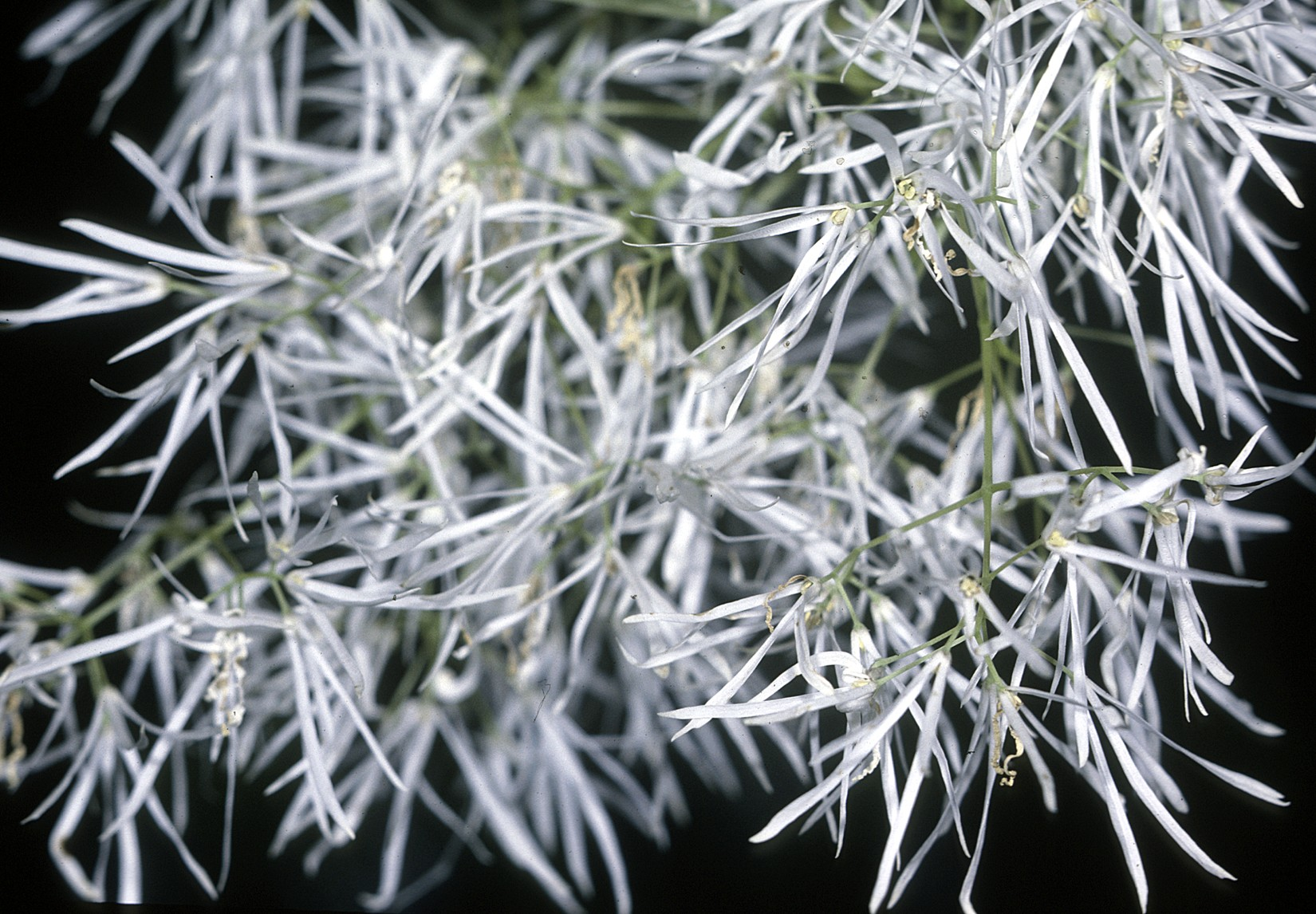
Kwiaty

Śniegowiec wirginijski (Chionanthus virginicus) – gatunek rośliny należący do rodziny oliwkowatych. Pochodzi z Ameryki Północnej. W Polsce jest czasami uprawiany jako roślina ozdobna. Polska nazwa pochodzi od tego, że w czasie kwitnienia jego delikatne kwiaty przypominają wyglądem płatki śniegu.

## Morfologia
PokrójNiskie, szerokokrzaczaste drzewo lub krzew o wysokości do 4 m. Przeważnie wytwarza wiele pni.
LiścieUlistnienie naprzemianległe. Liście pojedyncze, wąskojajowate, skórzaste, ciemnozielone, gładkie, o długości do 20 cm. Pojawiają się bardzo późną wiosną, utrzymują się do późnej jesieni przebarwiając się na żółto.
KwiatyWonne, zebrane w zwisające wiechy o długości do 20 cm.. Białe kwiaty mają wąskie płatki korony o długości ponad dwukrotnie większej od rurki kwiatowej. Kwitnie w maju-czerwcu przez około 2 tygodnie. Roślina dwupienna – kwiaty męskie i żeńskie występują na oddzielnych drzewach (czasami, ale bardzo rzadko zdarzają się wyjątki). Bardziej ozdobne są okazy męskie.
OwocCiemnoniebieskie, o długości ok. 2 cm, niejadalne. Wyglądem przypominają śliwki.

## Uprawa
- Wymagania. Roślina jest w pełni mrozoodporna (w swojej ojczyźnie wytrzymuje mrozy do –37 °C). Nie ma specjalnych wymagań co do gleby, rośnie na każdej uprawnej ziemi, ale preferuje gleby wilgotne. Może rosnąć zarówno w pełnym słońcu, jak i w półcieniu. Jest wytrzymały na zanieczyszczenia powietrza. W czasie długotrwałej suszy należy go podlewać.
- Rozmnażanie. Przez nasiona. Wymagają one rocznej stratyfikacji.